# Gerhard von Rosen

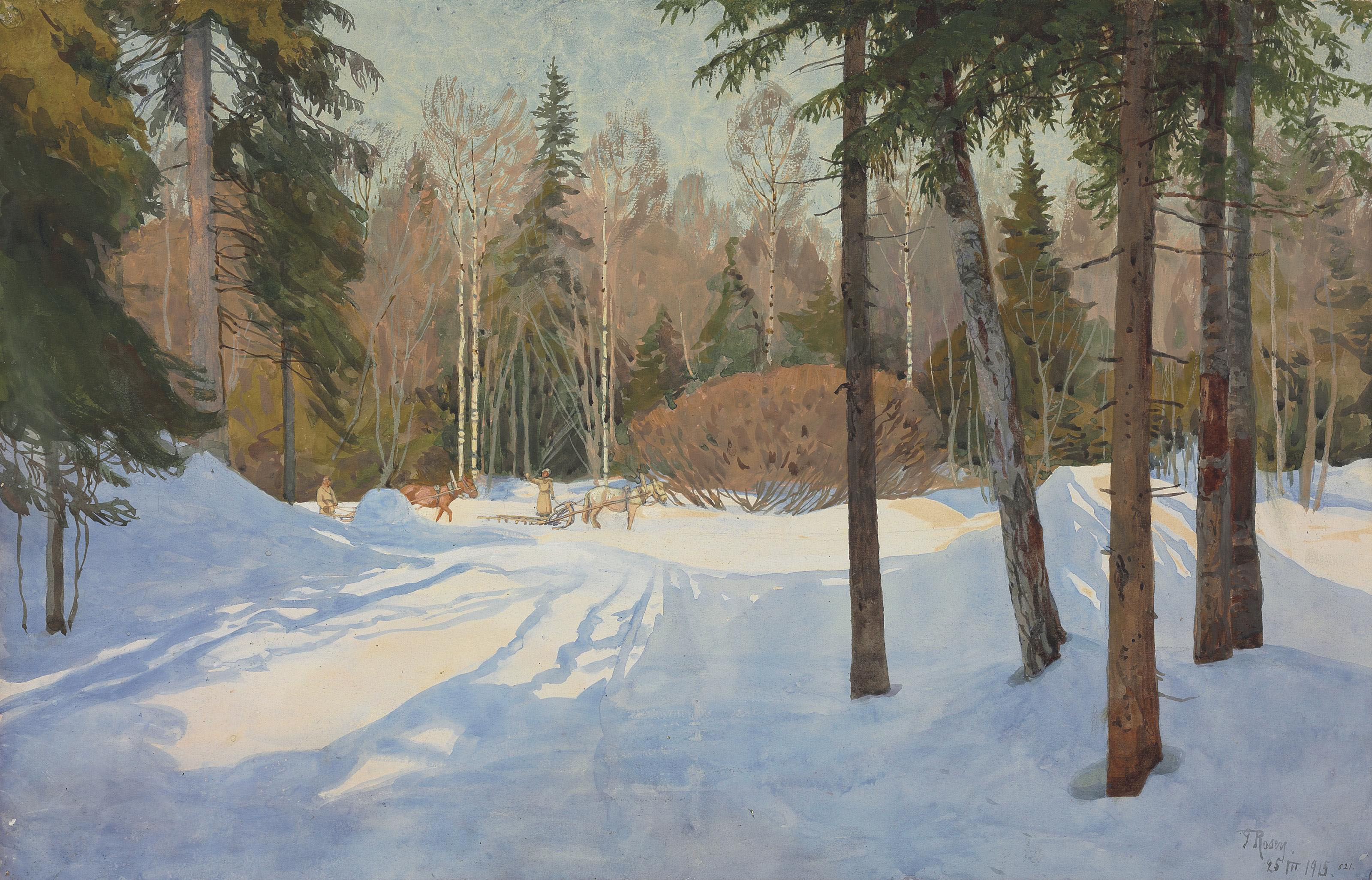
Winterwald aus dem Jahr 1915

Baron Gerhard Paul von Rosen (* 9. Oktober 1856greg. in Wesenberg, Gouvernement Estland; † 23. Januar 1927 in Berlin-Lichterfelde) war ein deutsch-baltischer Landschaftsmaler und Hochschullehrer.

## Leben
Von Rosen entstammte der deutschbaltischen adligen Familie von Rosen. Er besuchte zunächst die Humbertschule und studierte anschließend von 1873 bis 1878 an der Akademie in Sankt Petersburg. Zunächst belegte er die Fachrichtung Architektur wechselte dann jedoch zur Malerei. Er leistete seinen Pflichtdienst im Militär ab und war von 1883 bis 1886 Schüler des deutsch-baltischen Landschaftsmalers Eugen Dücker an der Kunstakademie Düsseldorf. In den Jahren 1886 bis 1890 war er als Künstler in Sankt Petersburg aktiv. 
1891 kehrte Rosen nach Riga zurück und wurde Lehrer an der 1873 gründeten Jung-Stillingschen Zeichen- und Malschule von Elise von Jung-Stilling, deren Direktor er von 1904 bis 1906 war. Von 1896 bis 1901 war er als stellvertretender Zeichenlehrer am Polytechnikum Riga tätig. Seit 1901 arbeitete er dort als etatmäßiger Dozent und war von 1911 bis 1919 Professor für Zeichnen. In den Jahren 1906 bis 1909 war er Direktor der Städtischen Kunstschule. 1920 siedelte er nach Deutschland über, wo er in Pommern und Berlin tätig war. Seine Bilder befinden sich in den Sammlungen der Museen von Riga, Tartu und Düsseldorf.